# 그레그 홀랜드

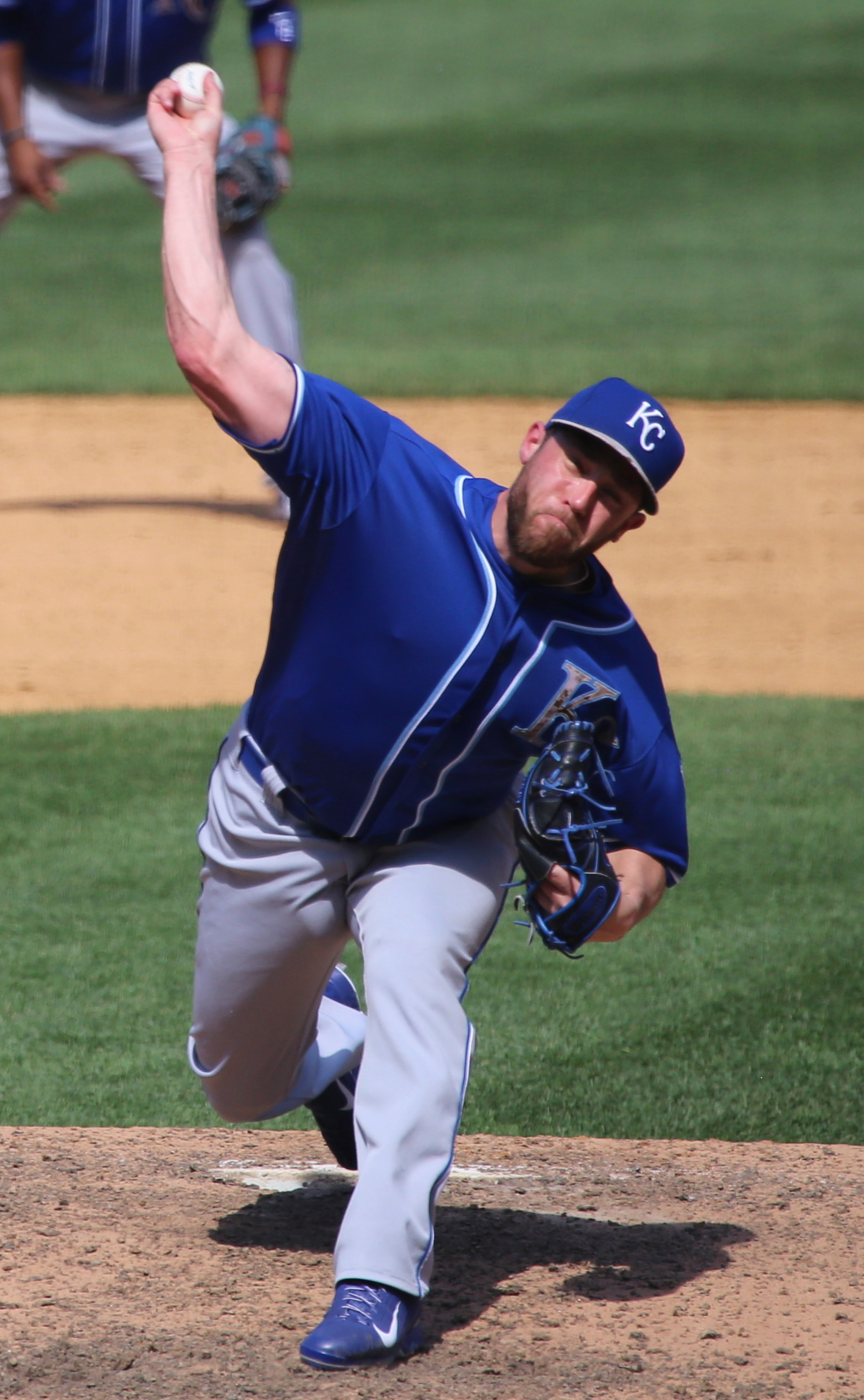
그레그 홀랜드

그레고리 스콧 홀랜드(Gregory Scott Holland, 1985년 11월 20일 ~ ) 또는 그레그 홀랜드(Greg Holland)는 미국의 야구 선수이며, 포지션은 투수이다. 

## 생애
2007년 메이저 리그 베이스볼 드래프트에서 캔자스시티 로열스에 지명되었으며, 이후 2010년 메이저 리그에 데뷔하였다. 그 뒤 2013년 시즌부터 전문 마무리 투수로서 활약했으며, 2015년 시즌 도중 팔꿈치 통증으로 인해 웨이드 데이비스에게 자신의 자리를 맡긴 뒤 토미 존 수술을 받았다. 시즌 종료 이후 자유계약선수로 공시되었다.